# Kyrkhultsstugan
Kyrkhultsstugan är en kulturhistorisk byggnad på Skansen i Stockholm. Kyrkhultsstugan hör till de första byggnader som flyttades till Skansen år 1891. Hustypen, ofta kallad för högloftsstuga, har funnits i Sydsverige sedan medeltiden. Huset visar ett bondhem från början av 1800-talet.

## Historik

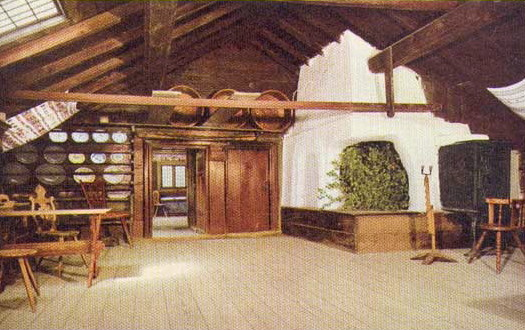
Storstugans interiör.

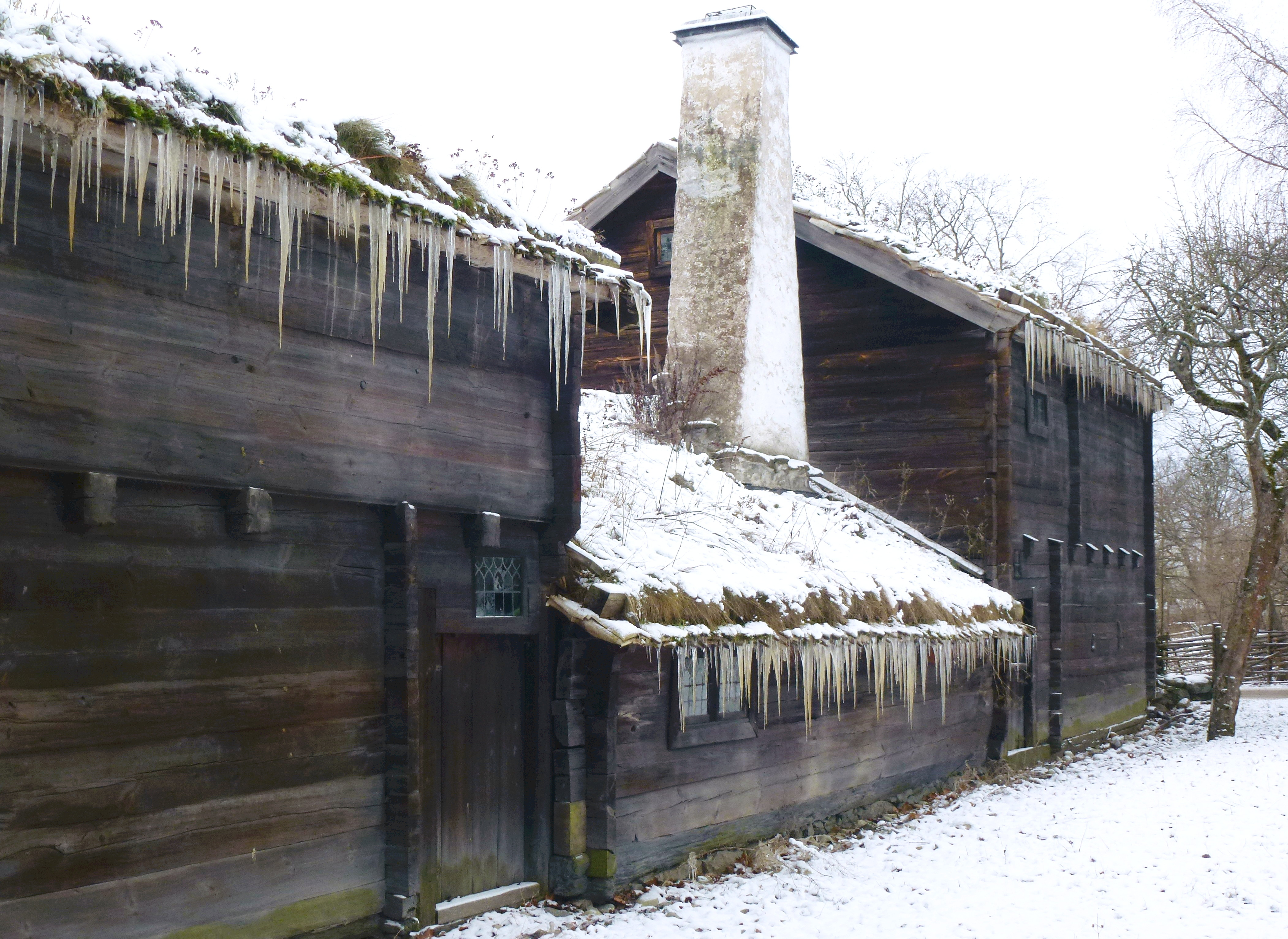
Kyrkhultsstugan (norrsida) på vintern 2013.

På hösten år 1890 kom Skansens grundare, Artur Hazelius till Lilla Brödhults by i Kyrkhults socken i västligaste Blekinge. Här fanns ett välbevarat ”sydgötiskt” hus, alltså en låg stuga, som är sammanbyggd med en högre bod på vardera gavel. Denna stuga skulle passa bra på det planerade friluftsmuseet Skansen i Stockholm. Hazelius visste att det fanns ytterligare en museiman, Georg J:son Karlin, grundaren av Kulturen i Lund, som också ville ha byggnaden till sitt museum. Men Hazelius hann före och på vintern 1891 blev flyttningen till Skansen verkställd.
Kyrkhultsstugan är en så kallad högloftsstuga som funnits i södra Sverige allt sedan medeltiden. Den lägsta husdelen i mitten var själva bostaden, en låg ryggåsstuga där arbetade man, åt och sov. Här finns även den stora eldstad för matlagning och uppvärmning. Mellan spisens hörn och södra väggen löper en bjälke över rummet. Den anger gränsen mellan stugans köksdel och bostadsdel. Den höga skorstenen skulle förhindra att de vidbyggda husdelarna skulle fatta eld. Fönster med fönsterglas var dyrbara men i Kyrkhultsstugans boningsdel finns tre fönster, två i den södra väggen och ett i den norra. Dessutom finns ett litet takfönster som är en kvarleva från den tid då rökhålet var rummets enda ljusöppning.
I loftboden (husdelen mot öst) fanns extra sovrum för sommaren samt förråd och den högsta delen (mot väst) fungerade som vävkammare och förråd. Vid stugans sydvägg finns en liten örtagård med bikupor av halm. Örtagården har återskapats på den plats vid ytterväggen där den låg när stugan fanns i Blekinge.